# معهد أبحاث السرطان (نيويورك)
معهد أبحاث السرطان (بالإنجليزية: Cancer Research Institute، ويختصر إلى CRI) هو منظمة أمريكية لاربحية مقرها مدينة نيويورك، تختص بتمويل أبحاث السرطان. تأسست سنة 1953م بهدف تطوير أساليب العلاج المناعي للسرطان. وما زال المعهد يركز اهتمامه على العلاج المناعي بشكل أكبر من طرق العلاج التقليدية، كالعلاج الكيمياوي والعلاج الإشعاعي.